# باربرا كوشران
باربرا كوشران (بالإنجليزية: Barbara Cochran)‏ هي متزحلقة أمريكية، ولدت في 4 يناير 1951 في كليرمونت في الولايات المتحدة.

## وصلات خارجية
- الموقع الرسمي
- باربرا كوشران على موقع الاتحاد الدولي للتزلج (التزلج على المنحدرات الثلجية) (الإنجليزية)
- باربرا كوشران على موقع اللجنة الأولمبية الدولية (الإنجليزية)
- باربرا كوشران على موقع أوليمبيديا (الإنجليزية)
- باربرا كوشران على موقع قاعة فيرمونت للمشاهير الرياضية (الإنجليزية)